# Араукаритова світа
Араукаритова сві́та — літостратиграфічний підрозділ верхньокарбонових відкладів гжельського ярусу Донбасу. Відклади світи згідно залягають на породах авіловської світи і перекриваються відкладами картамиської світи нижньої пермі. Нижню границю світи проводять по підошві маркуючого горизонту вапняку P1, верхню — по підошві вапняку Q1.

## Назва
Назва світи дана за стовбурами Араукарій, які часто зустрічаються в породах світи. Синоніми: світа С33 (Р), зона С3d.

## Поширення
Відклади араукаритової світи відслонюються на південно-західному крилі Головної Донбаської антикліналі у верхній течії річки Кривий Торець, біля міст Дружківка та Константинівка, по берегах річки Клебан-Бик, у балці Залізна, а також в межах південно-західного борту Бахмутської западини в басейні річки Лугань.

## Стратотип
Розріз світи в інтервалі Р1-Р50 відслонюється на лівому схилі долини річки Лугань, північна окраїна села Калиново Луганської області. Верхня частина розрізу світи (інтервал Р4-Q1)добре відслонена в лівому березі Миронівського водосховища біля села Луганське Донецької області.

## Літологія
Розріз світи представлений товщею потужних аркозових пісковиків, скрокатоколірними до сірих аргілітами і алевролітами з прошарками сірих глинистих, часто доломітизованих вапняків. Загальна потужність світи коливається в межах від 600 до 950 м, сягаючи максимуму в центральній частині Донецького басейну. У східній частині Донбасу відклади світи поширені обмежено. У поліфаціальному розрізі араукаритової світи виділяють два макроцикліта: нижній араукаритовий (від Р1 до Р3) і верхній араукаритовий (від Р3 до Q1). У крупнозернистих пісковиках нижнього макроцикліту зустрічаються у значній кількості уламки літифікованої деревини Dadoxylon amadokense Zal., які іноді сягають значних розмірів (до кількох метрів завдовжки). Вверх за розрізом збільшується вміст строкатоколірних аргілітів і алевролітів. Пласти вапняків в нижньому макроцикліті утворюють витримані по латералі маркуючі горизонти: P1, P2, P3, P4, P5, P50.

## Фауністичні і флористичні рештки
Фауна зустрічається переважно в нижній частині розрізу світи, тоді як відклади верхньої містять викопну флору, а також поодинокі рештки мушель пелеципод і остракод.

### Форамініфери
- Quasifusulina longissima (Moell.)
- Triticites (Triticites) rossicus (Schellw.)
- Tr. (Rauserites) ex gr. stuckenbergi Raus.
- Rugosofusulina ex gr. alpina (Schellw.)
- Daixina ex gr. baituganensis Raus.
- Nodosaria netchajewi Tscherd.

### Корали
- Caninia ruprechti var. meridionalis Fom.
- Caninia schechunowi Fom.
- Orygmophyllum troitskense Fom.
- Sestrophyllum pumilum Fom.
- Carinthophyllum sp.

### Моховатки
- Polypora timanica Stuck.
- P. subfenestelloides Dun.
- Goniocladia subpulchra Sch.-Nest.
- G. tenuis Sch.-Nest.
- Rhabdomeson monocyclum Sch.-Nest.
- Nematopora ivanovi subsp. donbassica Dun.

### Брахіоподи
- Rhipidomella pecosi Marcou
- Dictyoclostus dortoni King
- D. neoinflatus Lieh.
- Buxtonia subpunciata Nik. var. araucaritica Lich.
- Linoproductus konincki (Vern.)
- Camarophoria mutabilis Tschern.
- Choristites fritschi (Schellw.).

### Пелециподи
- Schizodus wheeleri Swall.
- Pleurophorus subcostatus Meek et Worthen
- Aviculopecten occidentalis Schum.
- Lima retiferiformis Netsch.
- Myalina permiana Swall.
- M. swallowi M'Coy
- Edmondia oblonga Tschern.
- Anthraconaia curta (Schulga)
- Anthr. elegantula (Schulga)
- Anthr. convexa (Schulga).

### Флора
- Pecopteris mironovana Zal. et Tschirk.
- Sphenqphyllum oblongifolium Germ, et Kaulf.
- Sph. Thonii Mahr
- Sigillaria (Subsigillaria) ichtyolepis Sternb.
- Sphenocallipteris scythica Zal.
- Odontopteris naumichana Zal.
- Walchia piniformis Schloth.
- Dadoxylon amadokense Zal.

| Система/ Період | Відділ/ Епоха      | Ярус/ Вік          | Вік (млн років) | Вік (млн років) |
| --- | ------------------ | ------------------ | --------------- | --------------- |
| Перм, P | Цисуралій, P1      | Ассельський, P1    | молодше         | молодше         |
| Карбон, C | Пенсильваній*      | Гжельський, C3g    | 298,9           | 303,7           |
| Карбон, C | Пенсильваній*      | Касимовський, C3k  | 303,7           | 307,0           |
| Карбон, C | Пенсильваній*      | Московський, C2m   | 307,0           | 315,2           |
| Карбон, C | Пенсильваній*      | Башкирський, C2b   | 315,2           | 323,2           |
| Карбон, C | Міссісіпій*        | Серпуховський, C1s | 323,2           | 330,9           |
| Карбон, C | Міссісіпій*        | Візейський, C1v    | 330,9           | 346,7           |
| Карбон, C | Міссісіпій*        | Турнейський, C1t   | 346,7           | 358,9           |
| Девон, D | Верхній/Пізній, D3 | Фаменський, D3fm   | древніше        | древніше        |
| Примітки і коментаріПідрозділи XXX системи наведені згідно МКС, станом на 2018 рік. * - Пенсильваній і міссісіпій не є окремими епохами/відділами, а підперіодами/підсистемами кам'яновугільного періоду. Геологічними епохами/відділами є верхній, середній, нижній пенсильваній та верхній, середній, нижній міссісіпій. |                    |                    |                 |                 |
| п о р |                    |                    |                 |                 |